# Кото-де-Мозель
Кото-де-Мозель (фр. Canton des Coteaux de Moselle) — кантон на северо-востоке Франции в регионе Гранд-Эст (бывший Эльзас — Шампань — Арденны — Лотарингия), департамент Мозель, округ Мец. Впервые кантон образован 22 марта 2015 года в качестве административного центра для 29 коммун, в том числе и Мулен-ле-Мец.

## История
Кантон Кото-де-Мозель — новая единица административно-территориального деления Франции (департамент Мозель, округ Мец), созданная декретом от 18 февраля 2014 года. Новая норма административного деления вступила в силу на первых региональных (территориальных) выборах (новый тип выборов во Франции). Таким образом, единые территориальные выборы заменяют два вида голосования, существовавших до сих пор: региональные выборы и кантональные выборы (выборы генеральных советников). Первые выборы такого типа, на которых избирают одновременно и региональных советников (членов парламентов французских регионов) и генеральных советников (членов парламентов французских департаментов) состоялись в коммуне Мулен-ле-Мец 22 марта 2015 года. Эта дата официально считается датой создания нового кантона. Начиная с этих выборов, советники избираются по смешанной системе (мажоритарной и пропорциональной). Избиратели каждого кантона выбирают Совет департамента (новое название генерального Совета): двух советников разного пола. Этот новый механизм голосования потребовал перераспределения коммун по кантонам, количество которых в департаменте уменьшилось вдвое с округлением итоговой величины вверх до нечётного числа в соответствии с условиями минимального порога, определённого статьёй 4 закона от 17 мая 2013 года. В результате пересмотра общее количество кантонов департамента Мозель в 2015 году уменьшилось с 51-го до 27-ти.
Советники департаментов избираются сроком на 6 лет. Выборы территориальных и генеральных советников проводят по смешанной системе: 80 % мест распределяется по мажоритарной системе и 20 % — по пропорциональной системе на основе списка департаментов. В соответствии с действующей во Франции избирательной системой для победы на выборах кандидату в первом туре необходимо получить абсолютное большинство голосов (то есть больше половины голосов из числа не менее 25 % зарегистрированных избирателей). В случае, когда по результатам первого тура ни один кандидат не набирает абсолютного большинства голосов, проводится второй тур голосования. К участию во втором туре допускаются только те кандидаты, которые в первом туре получили поддержку не менее 12,5 % от зарегистрированных и проголосовавших «за» избирателей. При этом для победы во втором туре выборов достаточно простого большинства (побеждает кандидат, набравший наибольшее число голосов).

## Состав кантона
Новый кантон в составе нового округа Мец сформирован 22 марта 2015 года в качестве административного центра для 29 коммун в связи с ликвидацией кантонов Арс-сюр-Мозель, Верни, Вуаппи и Монтиньи-ле-Мец. В результате административной реформы 18 коммун передано из состава упразднённого кантона Арс-сюр-Мозель: Анси-сюр-Мозель, Арри, Арс-сюр-Мозель, Верневиль, Во, Вьонвиль, Горз, Гравелот, Дорно, Жуи-оз-Арш, Жюси, Корни-сюр-Мозель, Леси, Новеан-сюр-Мозель, Резонвиль, Розерьёль, Сент-Рюффин и Шатель-Сен-Жермен; 8 коммун передано из состава упразднённого кантона Верни: Куэн-ле-Кюври, Куэн-сюр-Сей, Кюври, Лорри-Мардиньи, Марьёль, Пуйи, Пурнуа-ла-Шетив, и Фе; 2 коммуны переданы из состава упразднённого кантона Вуаппи: Лорри-ле-Мец и Мулен-ле-Мец и ещё 1 коммуна (Оньи) передана из состава упразднённого кантона Монтиньи-ле-Мец. В результате административной реформы 1 января 2016 года произошло упразднение и слияние коммун Анси-сюр-Мозель и Дорно в новую коммуну Анси-Дорно. Таким образом, общее количество коммун в составе нового кантона сократилось до 28-ми. По данным INSEE, кантон Кото-де-Мозель включает в себя 28 коммун, площадь кантона — 220,6 км², численность населения — 35 644 человека (2013), плотность населения — 161,58 чел/км².
| Код INSEE | Коммуна           | Французское название | Почтовый индекс | Площадь, км² | Население (2013) | Плотность, чел/км² |
| --------- | ----------------- | -------------------- | --------------- | ------------ | ---------------- | ------------------ |
| 57021     | Анси-ДорноА       | Ancy-Dornot          | 57130           | 10,25        | 1597             | 156,4              |
| 57030     | Арри              | Arry                 | 57680           | 6,88         | 541              | 78,6               |
| 57032     | Арс-сюр-Мозель    | Ars-sur-Moselle      | 57130           | 11,6         | 4758             | 410,2              |
| 57039     | Оньи              | Augny                | 57685           | 14,98        | 2028             | 135,4              |
| 57134     | Шатель-Сен-Жермен | Châtel-Saint-Germain | 57160           | 12,88        | 1982             | 153,9              |
| 57146     | Куэн-ле-Кюври     | Coin-lès-Cuvry       | 57420           | 6,65         | 685              | 103,0              |
| 57147     | Куэн-сюр-Сей      | Coin-sur-Seille      | 57420           | 3,31         | 313              | 94,6               |
| 57153     | Корни-сюр-Мозель  | Corny-sur-Moselle    | 57680           | 8,2          | 2248             | 274,2              |
| 57162     | Кюври             | Cuvry                | 57420           | 5,44         | 824              | 151,5              |
| 57212     | Фе                | Féy                  | 57420           | 5,66         | 660              | 116,6              |
| 57254     | Горз              | Gorze                | 57680           | 17,94        | 1198             | 66,8               |
| 57256     | Гравелот          | Gravelotte           | 57130           | 5,66         | 796              | 140,6              |
| 57350     | Жуи-оз-Арш        | Jouy-aux-Arches      | 57130           | 6,01         | 1538             | 255,9              |
| 57352     | Жюси              | Jussy                | 57130           | 2,91         | 479              | 164,6              |
| 57396     | Леси              | Lessy                | 57160           | 2,85         | 772              | 270,9              |
| 57415     | Лорри-ле-Мец      | Lorry-lès-Metz       | 57050           | 6,09         | 1722             | 282,8              |
| 57416     | Лорри-Мардиньи    | Lorry-Mardigny       | 57420           | 11,36        | 638              | 56,2               |
| 57445     | Марьёль           | Marieulles           | 57420           | 8,19         | 684              | 83,5               |
| 57487     | Мулен-ле-Мец      | Moulins-lès-Metz     | 57487           | 6,98         | 5076             | 727,2              |
| 57515     | Новеан-сюр-Мозель | Novéant-sur-Moselle  | 57680           | 12,89        | 1937             | 150,3              |
| 57552     | Пуйи              | Pouilly              | 57420           | 5,11         | 654              | 128,0              |
| 57553     | Пурнуа-ла-Шетив   | Pournoy-la-Chétive   | 57420           | 2,56         | 643              | 251,2              |
| 57578     | Резонвиль         | Rezonville           | 57130           | 13,45        | 329              | 24,5               |
| 57601     | Розерьёль         | Rozérieulles         | 57160           | 6,58         | 1372             | 208,5              |
| 57624     | Сент-Рюффин       | Sainte-Ruffine       | 57130           | 0,7          | 539              | 770,0              |
| 57701     | Во                | Vaux                 | 57130           | 6,63         | 844              | 127,3              |
| 57707     | Верневиль         | Vernéville           | 57130           | 9,18         | 608              | 66,2               |
| 57722     | Вьонвиль          | Vionville            | 57130           | 9,65         | 179              | 18,6               |

- А1 января 2016 года в результате административной реформы коммуны Анси-сюр-Мозель и Дорно упразднены с последующим слиянием в новую коммуну Анси-Дорно[6] (округ Мец, кантон Кото-де-Мозель).